# Richard Himmelstoß
Franz August Richard Himmelstoß (* 17. Juni 1843 in Sondershausen; † 12. Oktober 1938 in Breslau) war ein deutscher Violinist und Konzertmeister.

## Leben und Werk
Richard Himmelstoß wurde 1843 in Sondershausen geboren. Seine Eltern waren Juliane Pauline Wilhelmine, geborene Karnstedt, (1807‒1903) und Friedrich Wilhelm Himmelstoß (1809‒1876), der als Erster Cellist der Hofkapelle in Sondershausen angehörte. Sein Vater erteilte ihm auch den ersten Musikunterricht. 1851 bis 1857 erhielt Richard Himmelstoß Violinunterricht durch den Konzertmeister Wilhelm Uhlrich.
Hierauf trat Himmelstoß als Hofmusiker in die fürstliche Kapelle seiner Geburtsstadt Sondershausen ein. Auf Fürsprache des Sondershausener Kapellmeisters Marpurg erhielt er ein Stipendium für ein Studium von 1863 bis 1864 bei Joseph Joachim in Hannover. Danach nahm Himmelstoß wieder seine Stellung als Kammermusiker in Sondershausen auf. 1867 übernahm Max Bruch das Kapellmeisteramt in Sondershausen. Im Frühjahr 1870 veranlasste Max Bruch Richard Himmelstoß, zu Studien auf die Hochschule für Musik in Berlin zu gehen. Hier wurde er ein zweites Mal Joseph Joachims Schüler. Dieser entließ ihn nach neun Monaten mit dem Zeugnis der Reife.
Im Herbst 1871 wurde Himmelstoß von Bernhard Scholz als Konzertmeister für den Orchesterverein Breslau gewonnen. In den 1873 vom Orchesterverein gegründeten Kammermusiksoireen wirkte Himmelstoß bis 1909, also für insgesamt 36 Jahre, als erster Geiger. Als Solist in den Breslauer Orchesterkonzerten war er 25 Jahre tätig. Solistisch trat er außer in Berlin und Leipzig nur in Schlesien auf. Er wirkte auch als Kammermusiker in einem Quartett.
Himmelstoß zog sich 1910 aus dem öffentlichen Musikleben zurück. Er starb 1938 im Alter von 95 Jahren in seiner Breslauer Wohnung. Er war verwitwet von seiner Ehefrau Bianca, geborene Steinmann. Die Tochter von Joh. Christ. Steinmann, Bürgermeister von Oberspier, hatte er 1866 in Sondershausen geheiratet.